# Kōki Sakamoto
Kōki Sakamoto (japanisch 坂本 亘基 Sakamoto Kōki; * 19. Januar 1999 in der Präfektur Kumamoto) ist ein japanischer Fußballspieler.

## Karriere
Kōki Sakamoto erlernte das Fußballspielen in der Jugendmannschaft von Roasso Kumamoto sowie in der Universitätsmannschaft  der Meiji-Universität. Seinen ersten Profivertrag unterschrieb er am 1. Februar 2021 bei seinem Jugendverein Kumamoto. Der Verein, der in der Präfektur Kumamoto beheimatet ist, spielte in der dritten japanischen Liga. Sein Drittligadebüt gab Kōki Sakamoto am 26. Juni 2021 (13. Spieltag) im Auswärtsspiel gegen Kamatamare Sanuki. Hier wurde er in der 70. Minute für den Brasilianer Thales Paula eingewechselt. Roasso gewann das Spiel mit 2:1. 2021 feierte er mit Kumamoto die Meisterschaft der dritten Liga und den Aufstieg in die zweite Liga. Nach insgesamt 54 Ligaspielen wechselte er im Januar 2023 zum Erstligaaufsteiger Yokohama FC. Am Ende der Saison 2023 musste er mit dem Verein aus Yokohama als Tabellenletzter in die zweite Liga absteigen. Nach dem Abstieg verließ er den Verein und schloss sich im Januar 2024 dem Zweitligisten Montedio Yamagata an.

## Erfolge
Roasso Kumamoto
- Japanischer Drittligameister: 2021  ▲